# Parafia św. Mikołaja w Narewce
Parafia św. Mikołaja – parafia prawosławna w Narewce, w dekanacie Hajnówka diecezji warszawsko-bielskiej.
Na terenie parafii funkcjonuje 1 cerkiew:
- cerkiew św. Mikołaja w Narewce – parafialna

## Historia
Parafię erygowano w 1869, wydzielając ją z parafii w Lewkowie Starym. W Archiwum Państwowym w Białymstoku znajdują się akta metrykalne parafii z lat: 1870–1880 i 1889–1897.
W 1957 z parafii w Narewce wydzielono parafię św. Jerzego w Siemianówce.
Na obszarze parafii leżą miejscowości: Narewka, Zabłotczyzna, Skupowo, Świnoroje, Janowo, Grodzisk, Planta, Mikłaszewo, Olchówka, Guszczewina, Stoczek, Leśna, Stare Masiewo, Nowe Masiewo, Suszczy Borek i przysiółki Łanczyno, Gruszki, Bazylowe, Bielscy, Baczyńscy i Minkówka.

## Wykaz proboszczów
- 1977–2002 – ks. Włodzimierz Białomyzy
- od 2002 – ks. Aleksander Surel